# 英美特殊關係

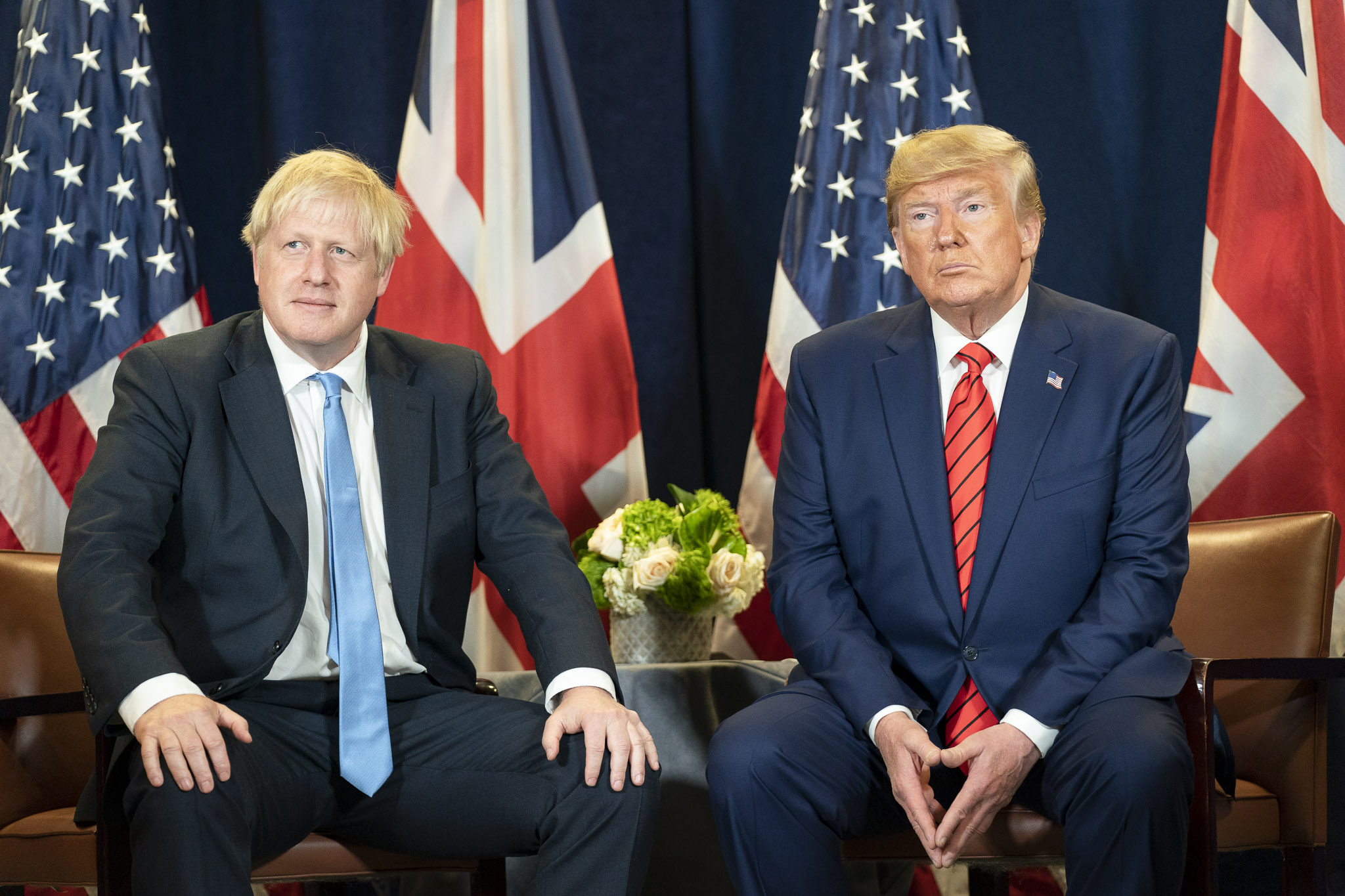
2019年英国首相鲍里斯·约翰逊（左）和美国总统唐纳德·特朗普（右）

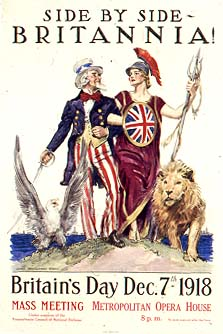
一戰期間宣傳英美友好的海報

英美特殊關係（英語：The Special Relationship）是一個用來形容英國和美國之間非常緊密的政治、外交、文化、經濟、軍事和歷史關係。有時這一詞彙也包括了英國和加拿大的關係。雖然英美都和其他許多國家之間有密切的關係，但兩國在經濟活動、貿易、軍事計劃、軍事行動、核武技術和情報共享等領域有著親密無間的合作，使得兩國之間的關係被稱為「獨一無二的大國間關係」。英國和美國在20世紀及21世紀的多次軍事及政治衝突，包括一戰、二戰、韓戰、冷戰、波斯灣戰爭、對阿富汗和伊拉克戰爭中均有緊密的合作關係。
現在英國仍然將英美之間的關係定為英國的「最重要的雙邊關係」。美國也將美英關係視為美國最重要，最持久的兩國間關係之一。兩國在貿易、商業、金融、科學技術、学術、藝術等領域均有緊密合作，並且英軍和美軍之間也常有共同的軍事裝備、情報網和維和活動。英國和美國亦互為對方的最大的投資國。兩國在歷史、語言文化方面亦有緊密的關係。所派遣的大使也一定被視為坐上賓加以討論。